# Panu Höglund
Pour les articles homonymes, voir Höglund.
Panu Höglund, né le 17 novembre 1966 à Kalvola, est un linguiste, traducteur et écrivain finlandais. Bien qu'il soit de langue maternelle finnoise et suédoise, son moyen d'expression littéraire principale est la langue irlandaise, dans laquelle il a publié plusieurs romans et nouvelles.

## Biographie
Panu Höglund a passé le début de sa vie à Varkaus dans un environnement bilingue finnois-suédois. Il étudie la chimie, le polonais et le russe et a obtenu une maîtrise en études germaniques à l'Académie d'Åbo en 1997. Il a acquis un intérêt pour l'Irlande et la langue irlandaise à travers des articles et la télévision, et en 1998, il a suivi un cours d'irlandais à Carraroe au Connemara. Cependant, ses connaissances de la langue viennent principalement de ses propres études et particulièrement en ce qui concerne le dialecte de l'Ulster.
Höglund commence un blog en langue irlandaise en 2005 et publie son premier livre en irlandais, Sciorrfhocail, en 2009. Il a été un contributeur régulier pour des fictions au magazine américain irlandophone An Gael. En 2009, Höglund publie un article sur la sociolinguistique de l'irlandais dans lequel il rejette le qualificatif de « langue morte » et déclare que l'irlandais devrait être perçu, en principe, comme une langue minoritaire. Il pense également que l'irlandais est dans une meilleure position que beaucoup d'autres langues minoritaires.
De plus, Höglund a publié des articles universitaires sur la littérature irlandophone,.
En plus du finnois, du suédois, de l'anglais et de l'irlandais, Höglund a des connaissances en polonais, en russe, en allemand et en islandais. Il a traduit en finnois quatre romans de l'écrivain islandais Einar Kárason.

## Œuvres

### Romans et nouvelles
- Sciorrfhocail: Scéalta agus úrscéal. Cathair na Mart, comté de Mayo, Irlande, Evertype, 2009.  (ISBN 978-190-4-80831-2).
- An Leabhar Nimhe: Scéalta agus aistriúchán. Cathair na Mart, comté de Mayo, Irlande, Evertype, 2012.  (ISBN 978-1-78201-021-0).
- An Leabhar Craicinn: Scéalta earótacha. Cathair na Mart, comté de Mayo, Irlande, Evertype, 2013.  (ISBN 978-1-78201-027-2).
- An tSlaivéin. Cathair na Mart, comté de Mayo, Irlande, Evertype, 2013.  (ISBN 978-1-78201-043-2).
- Tine sa Chácóin. Dundee, Écosse, Royaume-Uni, Evertype, 2018  (ISBN 978-1-78201-224-5).

### Traductions

#### En finnois
- Einar Kárason, Pirunsaari. (Þar sem djöflaeyjan rís, 1983). Helsinki, Like, 1990.  (ISBN 951-8929-18-1).
- Einar Kárason, Kultasaari. (Gulleyjan, 1985). Helsinki, Like, 1991.  (ISBN 951-578-079-9).
- Einar Kárason, Luvattu maa. (Fyrirheitna landið, 1989). Helsinki, Like, 1992.  (ISBN 951-578-113-2).
- Einar Kárason, Tyhmyreiden neuvot. (Heimskra manna ráð, 1992). Helsinki, Like, 1997.  (ISBN 951-578-413-1).

#### En irlandais
- Isaac Asimov, An Fhondúireacht. (Foundation). Cathair na Mart, comté de Mayo, Irlande, Evertype, 2014.  (ISBN 978-1-78201-080-7).

## Sources
- (en + ga) « I gCéin: Panu Petteri Höglund, An Fhionlainn / Away: Panu Petteri Höglund, Finland », Nuachtlitir Líofa Nollaig 2014  Líofa Newsletter Christmas 2014, Líofa,‎ 2014, p. 5 (lire en ligne [PDF], consulté le 2 janvier 2021).